# Freddie Freeman
Frederick Charles "Freddie" Freeman, född den 12 september 1989 i Villa Park i Kalifornien, är en amerikansk-kanadensisk professionell basebollspelare som spelar för Los Angeles Dodgers i Major League Baseball (MLB). Freeman är förstabasman.
Freeman har tidigare spelat för Atlanta Braves (2010–2021). Han har vunnit World Series en gång, tagits ut till sex all star-matcher, ett All-MLB First Team och tre All-MLB Second Teams samt har vunnit en MVP Award, tre Silver Slugger Awards, en Gold Glove Award och en Hank Aaron Award. Bland hans statistiska bedrifter kan nämnas att han hade flest hits i National League 2018.
Freeman draftades av Atlanta Braves 2007 som 78:e spelare totalt och redan samma år gjorde han proffsdebut i Braves farmarklubbssystem. Han debuterade i MLB för Braves den 1 september 2010 och var klubben trogen till och med 2021 års säsong, varefter han blev free agent. Inför 2022 års säsong skrev han på ett sexårskontrakt med Los Angeles Dodgers som rapporterades vara värt 162 miljoner dollar.
Båda Freemans föräldrar är från Kanada och han valde att representera Kanada vid World Baseball Classic 2017 och 2023.